# Lomme
För andra betydelser, se Lomme (olika betydelser).
Lomme (även kallat lommegräs, lommeört) (Capsella bursa-pastoris) är en växtart i familjen korsblommiga växter.

## Beskrivning
Växten är ettårig med rosettblad som lever kvar under hela blomningen och fruktsättningen. Friska plantor eller åtminstone bladrosetter kan påträffas året om och blomningen kan försiggå under alla årstider, till och med under blida vintrar. Den stora växlingen i rosettbladens form hos denna art är anmärkningsvärd lika maskrosornas formrikedom; de är hela eller grunt parflikiga eller djupt pardelade och så vidare, och dessa former, som delvis torde ange självständiga arter, växer oftast i brokig blandning på samma ställe. Skidan är platt och triangulär, med mellanväggen ställd vinkelrätt mot flatsidorna.

## Habitat
Lomme är ett av de vanligaste ogräsen i hela Norden. Den är vanlig på vägkanter, gator och ruderatplatser. Den kan också växa strax över trädgränsen i fjällen. 

## Etymologi
Lommen har fått sitt artepitet, bursa-pastoris, efter dess trekantiga fröskidor. Det kan härledas från de latinska orden bursa, som avser en liten påse eller väska, en så kallad pung, vilken bars vid bältet och var vanlig förr, och pastor, som betyder herde. Bland lommens äldre namn syftar flera på fröskidorna, bland annat herdeväska och pungört.

## Bygdemål
| Namn         | Trakt              | Referens | Förklaring                                                   |
| ------------ | ------------------ | -------- | ------------------------------------------------------------ |
|              |                    |          |                                                              |
| Blodstilla   |                    |          |                                                              |
| Herdeväska   |                    | [ 1 ]    | Om namnet herdeväska, se etymologi ovan                      |
| Järnört b)   | Hedemora i Dalarna | [ 2 ]    |                                                              |
| Lommegräs a) |                    |          | Lomme är dialektalt namn för ficka, pung. Se etymologi ovan. |
| Lommeört     |                    |          |                                                              |
| Pungört      |                    | [ 1 ]    | Om ordledet pung, se etymologi ovan                          |
|              |                    |          |                                                              |

a) I äldre tider skiljde man inte på gräs och örter, som numera görs. Även gräs kallades örter
b) Järnört kan avse även en annan art: Verdana officinalis

## Användning
Lomme användes förr som medel mot frossa.

## Externa länkar

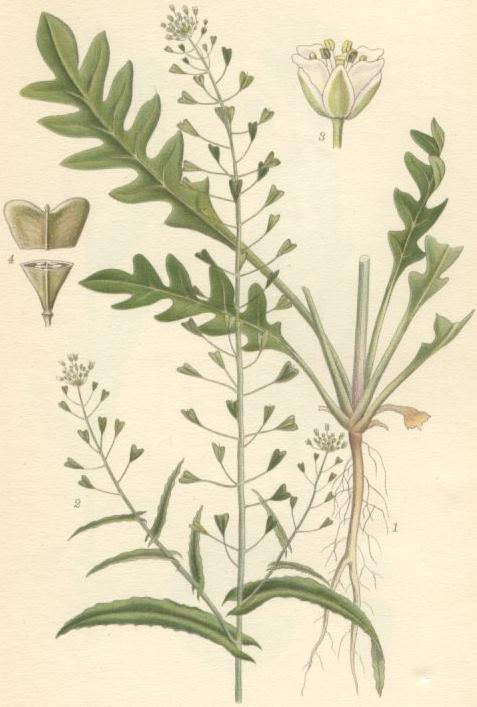
Capsella bursa-pastoris